# Polska Rada Ekumeniczna
Polska Rada Ekumeniczna (PRE) – organizacja ekumeniczna zrzeszająca Polski Autokefaliczny Kościół Prawosławny, cztery Kościoły protestanckie i dwa starokatolickie. Działalność rozpoczęła w czasie II wojny światowej, a formalna jej rejestracja nastąpiła w 1946. Jednym z jej celów jest zabieganie o pełną wolność religijną.

## Członkowie PRE
Kościoły członkowskie:
- Kościół Chrześcijan Baptystów w RP (od 1946)
- Kościół Ewangelicko-Augsburski w RP (od 1942)
- Kościół Ewangelicko-Metodystyczny w RP (od 1942)
- Kościół Ewangelicko-Reformowany w RP (od 1942)
- Kościół Polskokatolicki w RP (od 1946)
- Kościół Starokatolicki Mariawitów w RP (od 1942)
- Polski Autokefaliczny Kościół Prawosławny (od 1946)

Członkowie stowarzyszeni:
- Społeczne Towarzystwo Polskich Katolików (od 1959)
- Towarzystwo Biblijne w Polsce

## Historia PRE

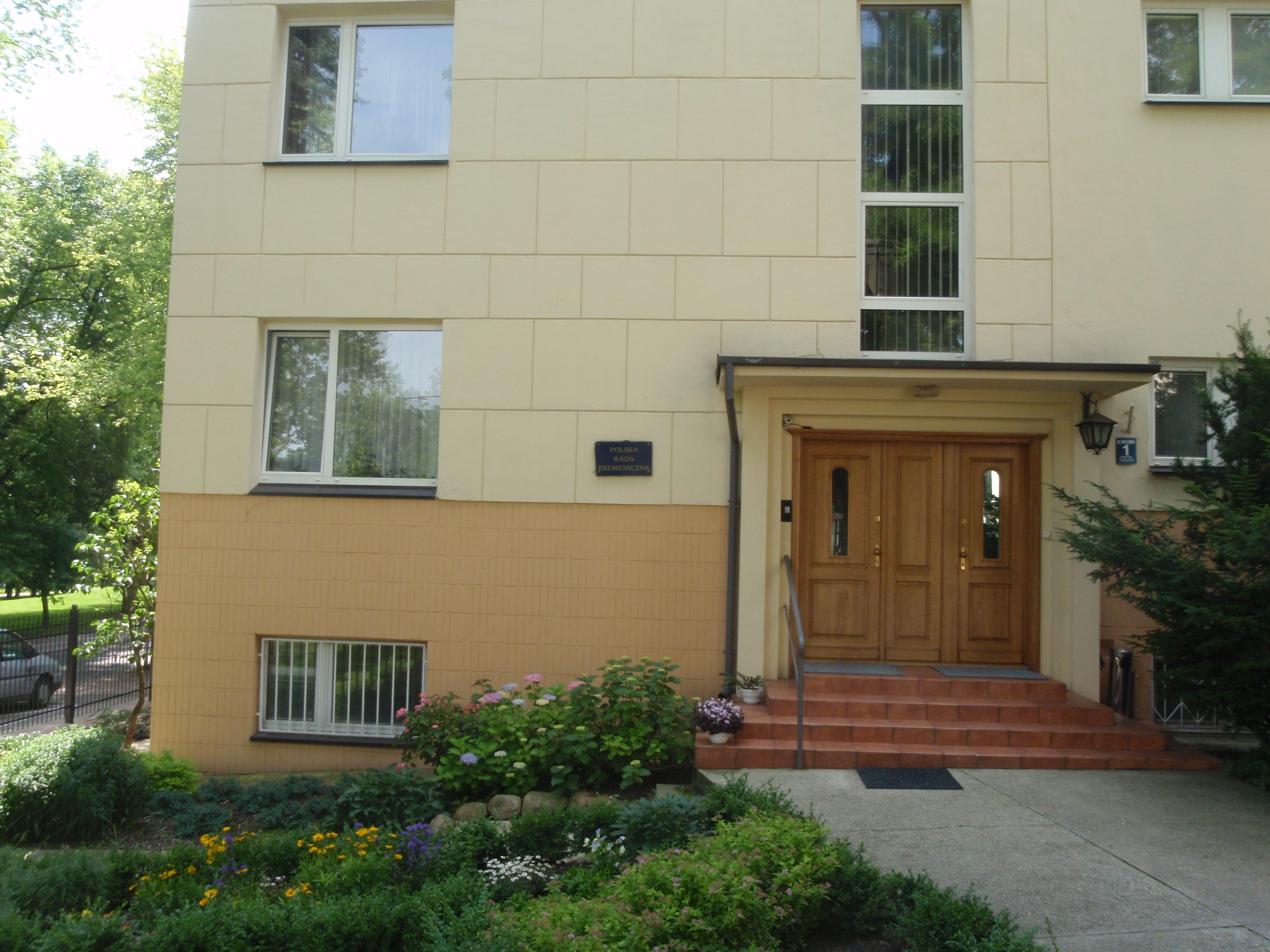
Siedziba PRE w Warszawie przy ul. Willowej 1

Idea ruchu ekumenicznego narodziła się jeszcze przed I wojną światową, jednak dopiero w roku 1940 rozpoczęły się w Warszawie regularne konspiracyjne spotkania ekumeniczne przedstawicieli nierzymskokatolickich Kościołów. W 1942 zawiązała się Tymczasowa Rada Ekumeniczna. W marcu 1944 w kaplicy metodystycznej w Warszawie duchowni Kościołów Ewangelicko-Augsburskiego, Ewangelicko-Reformowanego, Metodystycznego, Starokatolickiego Mariawitów i Polskiego Narodowego Kościoła Katolickiego podpisali dokument „Konfesja Polska. Wyznanie wiary polskich chrześcijan”. Wybuch powstania warszawskiego zakończył ten etap współpracy.
15 listopada 1946 w Warszawie oficjalnie konstytuowała się Chrześcijańska Rada Ekumeniczna (od 1958 zwana Polską Radą Ekumeniczną) w obecności 46 delegatów z 12 Kościołów, które przystępują do Rady. Były to: Kościół Ewangelicko-Augsburski, Polski Kościół Ewangelicznych Chrześcijan Baptystów, Zjednoczenie Kościołów Chrystusowych, Kościół Chrześcijan Wiary Ewangelicznej (przyjęty próbnie na rok), Unia Adwentystów Dnia Siódmego, Kościół Starokatolicki Mariawitów, Polski Narodowy Kościół Katolicki, Kościół Starokatolicki i Polski Autokefaliczny Kościół Prawosławny. Pierwszym prezesem Rady został ks. Zygmunt Michelis z Kościoła Ewangelicko-Augsburskiego. Od 1947 do Rady należał utworzony w owym roku Zjednoczony Kościół Ewangeliczny (w jego skład wszedł KECh, a w 1953 również ZKCh i KChWE).
W 1950 i 1951 odbyły się dwa ekumeniczne nabożeństwa komunijne z udziałem duchownych z Kościołów Ewangelicko-Augsburskiego, Ewangelicko-Reformowanego, Metodystycznego, Chrześcijan Baptystów, Starokatolickiego Mariawitów i Polskiego Narodowego Kościoła Katolickiego.
W latach 1951–1955 na skutek presji władz PRL działania Polskiej Rady Ekumenicznej zostały zawieszone. 7 grudnia 1955 odbyło się pierwsze po czteroletniej przerwie zebranie Rady. W 1957 Polska Rada Ekumeniczna otrzymała status członka stowarzyszonego Światowej Rady Kościołów.
W 1974 oficjalnie nawiązano stosunki pomiędzy Polską Radą Ekumeniczną a Kościołem katolickim poprzez powołanie Komisji Mieszanej PRE i Komisji Episkopatu ds. Ekumenizmu. Również w 1974 doszło do ukonstytuowania Komisji Kontaktów Polskiej Rady Ekumenicznej i Kościoła Ewangelickiego w Niemczech. Pierwszymi jej współprzewodniczącymi zostali ks. dr Helmut Hild, prezydent Kościoła Ewangelickiego Hesji, oraz prezes PRE i zwierzchnik Kościoła Ewangelicko-Reformowanego w Polsce bp Jan Niewieczerzał.
W 1980 przy Polskiej Radzie Ekumenicznej powstała Komisja ds. Nabożeństw Radiowych, która ustaliła plan transmisji nabożeństw Kościołów członkowskich w radiu. Pierwsze nabożeństwo zostało nadane 24 stycznia 1982 roku.
10 grudnia 1981 roku Prezydium PRE zostało przyjęte przez gen. Wojciecha Jaruzelskiego. Po wprowadzeniu stanu wojennego bp. Janusz Narzyński wraz z ks. Witoldem Benedyktowiczem w imieniu Polskiej Rady Ekumenicznej, wyrazili poparcie dla władz wojskowych. Z ramienia PRE członkiem PRON była Barbara Enholc-Narzyńska. W 1993 roku Zdzisław Tranda ustępując z urzędu prezesa PRE dokonał surowego rozrachunku z przeszłością. Uznał, że błędem było poparcie PRON-u w 1982 roku, a poparcie stanu wojennego było wyrazem słabości oraz braku odwagi.
W 1983 podczas pielgrzymki papieża Jana Pawła II do Polski doszło do jego pierwszego spotkania z przedstawicielami Kościołów Polskiej Rady Ekumenicznej. Podobne spotkania miały miejsce przy okazji jego kolejnych pielgrzymek do Polski w 1987, 1991, 1997 i 1999 roku.
Gdy w 1988 został rozwiązany ZKE, spośród kościołów utworzonych po jego rozpadzie jedynie Kościół Zielonoświątkowy w RP wyraził wolę pozostania członkiem Rady, jednak pod warunkiem zachowania statusu członka założyciela. Rada wykorzystała żądanie jako okazję, by pozbyć się ze swojego składu kłopotliwej denominacji.
23 stycznia 2000 Kościół Rzymskokatolicki oraz sześć Kościołów zrzeszonych w Polskiej Radzie Ekumenicznej:
Ewangelicko-Augsburski, Ewangelicko-Reformowany, Ewangelicko-Metodystyczny, Starokatolicki Mariawitów, Polskokatolicki i Polski Autokefaliczny Kościół Prawosławny – w luterańskim kościele Św. Trójcy w Warszawie podpisały dokument „Sakrament chrztu znakiem jedności” – o wspólnym uznaniu sakramentu chrztu. Baptyści jako jedyny członek PRE nie podpisali tego dokumentu.

## Struktura PRE
Prezesem Polskiej Rady Ekumenicznej jest bp Andrzej Malicki, superintendent Kościoła Ewangelicko-Metodystycznego w RP. Wiceprezesami Rady są abp Abel (ordynariusz diecezji lubelsko-chełmskiej Polskiego Autokefalicznego Kościoła Prawosławnego) oraz bp Maria Karol Babi (były zwierzchnik Kościoła Starokatolickiego Mariawitów w RP), sekretarzem ks. Adam Malina (prezes Synodu Kościoła Ewangelicko-Augsburskiego w RP), zaś skarbnikiem sup. Marek Izdebski (były zwierzchnik Kościoła Ewangelicko-Reformowanego). Dyrektorem biura PRE jest ks. dr Grzegorz Giemza z Kościoła Ewangelicko-Augsburskiego.
Na czele zarządu oddziału regionalnego Polskiej Rady Ekumenicznej tradycyjnie stoi duchowny jednego z Kościołów członkowskich PRE, wybrany w wyborach regionalnych przez lokalnych przedstawicieli Kościołów Polskiej Rady Ekumenicznej. Przewodniczącego wspiera wiceprzewodniczący, z pomocą skarbnika lub sekretarza. Każdy oddział regionalny ma swobodę w określaniu czasu trwania kadencji swoich władz.
| Oddział           | Przewodniczący                | Kościół                                |
| ----------------- | ----------------------------- | -------------------------------------- |
| Gdański           | bp Marcin Hintz               | Kościół Ewangelicko-Augsburski w RP    |
| Gorzowski         | bp Mirosław Wola              | Kościół Ewangelicko-Augsburski w RP    |
| Kaliski           | ks. Julian Kopiński           | Kościół Polskokatolicki w RP           |
| Koszaliński       | ks. Janusz Staszczak          | Kościół Ewangelicko-Augsburski w RP    |
| Krakowski         | ks. Bartosz Norman            | Kościół Polskokatolicki w RP           |
| Lubelski          | bp Andrzej Gontarek           | Kościół Polskokatolicki w RP           |
| Łódzki            | ks. Michał Makula             | Kościół Ewangelicko-Augsburski w RP    |
| Mazurski          | bp Paweł Hause                | Kościół Ewangelicko-Augsburski w RP    |
| Pomorsko-Kujawski | ks. Janusz Olszański          | Kościół Ewangelicko-Metodystyczny w RP |
| Poznański         | ks. sup. Sławomir Rodaszyński | Kościół Ewangelicko-Metodystyczny w RP |
| Szczeciński       | ks. Sławomir Janusz Sikora    | Kościół Ewangelicko-Augsburski w RP    |
| Śląski            | bp Marian Niemiec             | Kościół Ewangelicko-Augsburski w RP    |
| Świętokrzyski     | ks. Wojciech Rudkowski        | Kościół Ewangelicko-Augsburski w RP    |
| Warszawski        | ks. Piotr Gaś                 | Kościół Ewangelicko-Augsburski w RP    |
| Wrocławski        | bp Ryszard Bogusz             | Kościół Ewangelicko-Augsburski w RP    |
| Zielonogórski     | ks. Marcin Rayss              | Kościół Ewangelicko-Augsburski w RP    |

Źródło:
Stałą formą współpracy PRE z Rządem jest Komisja Wspólna Przedstawicieli Rządu RP i Polskiej Rady Ekumenicznej.

## Cele PRE
Celem Polskiej Rady Ekumenicznej według jej statutu jest duchowe zbliżenie i pielęgnowanie braterskich stosunków między Kościołami, w szczególności między Kościołami zrzeszonymi w Radzie. Jest to realizowane poprzez:
1. szerzenie tolerancji religijnej i wzajemnego poszanowania wierzących należących do różnych wspólnot kościelnych,
2. pogłębianie świadomości ekumenicznej wśród członków różnych Kościołów,
3. prowadzenie i koordynowanie wspólnych programów i studiów nad tematyką ekumeniczną i wyznaniową,
4. tworzenie i utrzymywanie instytutów ekumenicznych, zakładów wychowawczych i pomocy społecznej,
5. promowanie działalności wydawniczej, informacyjnej i dokumentacyjnej w dziedzinie ekumenicznej i wyznaniowej,
6. nawiązywanie i utrzymywanie kontaktów ekumenicznych z Kościołami, narodowymi radami ekumenicznymi, międzynarodowymi i wyznaniowymi organizacjami ekumenicznymi za granicą,
7. troskę o prawa człowieka,
8. umacnianie pokoju społecznego w kraju i w stosunkach międzynarodowych,
9. inicjowanie i realizowanie programów pomocy humanitarnej,
10. wspieranie ruchów proekologicznych w imię poszanowania Boskiego dzieła stworzenia,
11. pośredniczenie w polubownym rozwiązywaniu ewentualnych sporów między Kościołami.

## Prezesi Polskiej Rady Ekumenicznej
- 15 listopada 1946 – 1960: ks. Zygmunt Michelis
- 1960 – 9 stycznia 1975: ks. bp Jan Niewieczerzał
- 9 stycznia 1975 – 22 marca 1983: ks. superintendent Witold Benedyktowicz
- 22 marca 1983 – 18 grudnia 1986: ks. bp Janusz Narzyński
- 18 grudnia 1986 – styczeń 1991: ks. superintendent Adam Kuczma
- styczeń 1991 – 12 stycznia 1993: ks. bp Zdzisław Tranda
- 12 stycznia 1993 – 30 października 2001: ks. bp Jan Szarek
- 30 października 2001 – 31 sierpnia 2016: ks. abp Jeremiasz Jan (Anchimiuk)
- 31 sierpnia 2016 – 18 września 2021: ks. bp Jerzy Samiec
- od 18 września 2021: ks. superintendent Andrzej Malicki

## Dyrektorzy Biura PRE
- ks. Zdzisław Pawlik (do 1992)
- Andrzej Wójtowicz (1992–2008)
- ks. Ireneusz Lukas (od 2008–2016)
- ks. dr Grzegorz Giemza (od 2016)

## Historyczni członkowie PRE
- Zjednoczony Kościół Ewangeliczny w Polskiej Rzeczypospolitej Ludowej (1947–1988)
- Kościół Starokatolicki (1946–1965)
- Kościół Adwentystów Dnia Siódmego w RP (1946–1950)